# サンタフェ郡 (ニューメキシコ州)
サンタフェ郡（英: Santa Fe County）は、アメリカ合衆国ニューメキシコ州にある郡。人口は15万4823人（2020年）。郡庁所在地はサンタフェである。郡域はサンタフェ都市圏と一致する。

## 地理
総面積は4,949 km² (1,911 mi² )。陸地面積は4,945 km² (1,909 mi²)で、水面積は4 km² (2 mi²)で全体の0.08%である。最高点はサンタフェ・ボールディの頂上で、海抜12,622フィートである。

## 近接する郡
- リオアリバ郡 (ニューメキシコ州) - 北
- モラ郡 (ニューメキシコ州) - 北東
- サンミゲル郡 (ニューメキシコ州) - 東
- トランス郡 (ニューメキシコ州) - 南
- ベルナリオ郡 (ニューメキシコ州) - 南西
- サンドヴァル郡 (ニューメキシコ州) - 西
- ロスアラモス郡 (ニューメキシコ州) - 北西

## 人口統計
以下は2000年国勢調査における人口統計データである。
基礎データ
- 人口: 129,292人
- 世帯数: 52,482世帯
- 家族数: 32,801家族
- 人口密度: 26/km² (68/mi²）
- 住居数: 57,701軒
- 住居密度: 12/km² (30/mi²)

人種別人口構成
- 白人: 73.52%
- アフリカン・アメリカン: 0.64%
- ネイティブ・アメリカン: 3.08%
- アジア人: 0.88%
- 太平洋諸島系:0.07%
- その他の人種: 17.74%
- 混血(2人種間以上の): 4.07%
- ヒスパニック・ラテン系: 49.04%

世帯と家族（対世帯数）
- 全世帯数: 52,482
- 18歳未満の子供がいる: 30.40%
- 結婚・同居している夫婦: 45.50%
- 未婚・離婚・死別女性が世帯主: 11.70%
- 非家族世帯: 37.50%
- 単身世帯: 29.40%
- 65歳以上の老人1人暮らし: 7.40%
- 平均構成人数
  - 世帯: 2.42人
  - 家族: 3.01人

年齢別人口構成
- 18歳未満: 24.10%
- 18-24歳: 8.10%
- 25-44歳: 29.70%
- 45-64歳: 27.30%
- 65歳以上: 10.80%
- 年齢の中央値: 38歳
- 性比（女性100人あたり男性の人口）
  - 総人口: 95.80人
  - 18歳以上: 93.40人

収入と家計
- 収入の中央値
  - 世帯: $42,207米ドル
  - 家族: $50,000米ドル
  - 性別
    - 男性: $33,287米ドル
    - 女性: $27,780米ドル
- 人口1人あたり収入: $23,594米ドル
- 貧困線以下
  - 対家族: 9.40%
  - 対人口: 12.00%
  - 18歳未満: 15.20%
  - 65歳以上: 9.70%

## 主な市および町
- サンタフェ（郡庁所在地）
- ガリステオ
- Agua Fria
- Canada de los Alamos
- Cedar Grove
- Chupadero
- Cuartelez
- Cundiyo
- Cuyamungue
- Edgewood
- El Rancho
- El Valle de Arroyo Seco
- Eldorado at Santa Fe
- Glorieta
- Jaconita
- La Cienega
- La Puebla
- Lamy
- Los Cerrillos
- Madrid
- Pojoaque
- Rio Chiquito
- Rio en Medio
- San Ildefonso Pueblo
- Santa Cruz
- Sombrillo
- Tesuque